# تازة قلعة (غلامان)
تازة قلعة (بالفارسية: تازه قلعه) هي قرية تقع في إيران في قسم غلامان الريفي. يقدر عدد سكانها بـ 1,541 نسمة .